# Núcleo Reticular Talámico

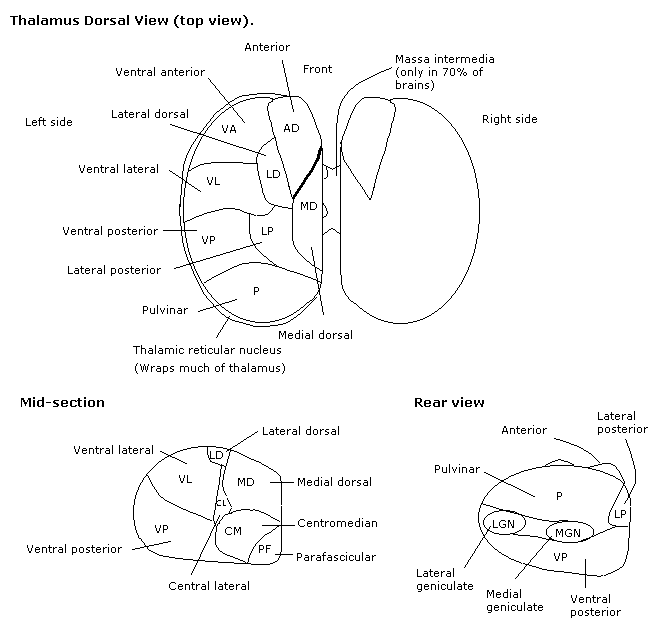
A

El núcleo reticular talámico es la parte del tálamo que forma una cápsula lateral alrededor del tálamo. Sin embargo, evidencia reciente de ratones y peces cuestiona esta afirmación y la define como una estructura talámica-dorsal independiente.  Está separado del tálamo por la lámina medular externa . Las células reticulares son GABAérgicas (inhibitorias) y tienen arborización dendrítica discoidal en relación con el plano del núcleo.
El núcleo reticular talámico se abrevia de diversas formas, algunas de ellas son: TRN, RTN, NRT y RT.

## Entrada y Salida
El núcleo reticular talámico recibe información de la corteza cerebral y de los otros núcleos talámicos. La mayor parte de la información que recibe proviene de la corteza a través de fibras colaterales que se desprenden de axones que pasan por el núcleo reticular talámico. A su vez, las fibras eferentes que salen del núcleo reticular talámico se proyectan hacia los otros núcleos talámicos, pero nunca hacia la corteza cerebral. Este es el único núcleo talámico que no se proyecta a la corteza cerebral, sino que modula la información de otros núcleos del tálamo. Su función es moduladora de las señales que llegan al talámo y salen de este.
El núcleo reticular talámico también recibe abudantes proyecciones del segmento externo del globo pálido, que se cree que desempeña un papel en la desinhibición de las células talámicas, que es esencial para el inicio del movimiento (Parent y Hazrati, 1995).
También se ha sugerido que el núcleo reticular recibe aferencias desde la formación reticular[cita requerida]. y a su vez esta se proyecta a los otros núcleos talámicos, regulando el flujo de información a través de estos hacia la corteza. Existe un debate sobre la presencia de distintos sectores dentro del núcleo, cada uno de los cuales correspondería en teoría a una modalidad sensorial o cognitiva diferente.
Jones publicó en 1975 una revisión de la anatomía de la conectividad del núcleo. 
Mientras que Crabtree publicó en 2002 una discusión sobre mapeo y vías de modalidad cruzada. 

## Otras Lecturas
- Hestrin, Shaul (2011). «The strength of electrical synapses». Science 334 (6054): 315-316. Bibcode:2011Sci...334..315H. PMC 4458844. PMID 22021844. doi:10.1126/science.1213894.
- Haas, Julie S.; Zavala, Baltazar; Landisman, Carole E. (2011). «Activity-dependent long-term depression of electrical synapses». Science 334 (6054): 389-393. Bibcode:2011Sci...334..389H. PMC 10921920. PMID 22021860. doi:10.1126/science.1207502.